# Nancy Meyers
Pour les articles homonymes, voir Meyers.
Nancy Meyers est une scénariste, productrice et réalisatrice américaine, née le 8 décembre 1949 à Philadelphie.
Elle est connue pour avoir écrit et produit les films de Charles Shyer (notamment Baby Boom, Le Père de la mariée et sa suite). Elle passe ensuite à la réalisation avec À nous quatre et Ce que veulent les femmes, dont ce dernier sera un immense succès.
C’est au début des années 2000 où elle dévoile son style de Feel Good, avec Tout peut arriver, The Holiday, Pas si simple et Le Nouveau Stagiaire.

## Biographie

### Jeunesse
Nancy Jane Meyers est née le 8 décembre 1949 à Philadelphie, en Pennsylvanie aux (États-Unis).

### Carrière

#### Années 1980-1990: débuts de scénariste avec Charles Shyer
Elle débute en tant que scénariste durant les années 1980 : elle signe, aux côtés de l'expérimenté Charles Shyer les scénarios de deux comédies menées par Goldie Hawn : La Bidasse, un succès critique et commercial, en 1980, et Protocol, en 1984, mais la collaboration avec l'actrice s'avère moins convaincante, le tandem n'étant finalement pas impliqué dans la production. 
En revanche, ils signent les scénarios de la comédie de couple Divorce à Hollywood en 1984, et de la comédie Baby Boom. Le premier marque aussi les débuts de réalisateur de Shyer, tandis que le second marque les débuts d'une fidèle collaboration avec Diane Keaton. Le premier est accueilli de façon mitigée, mais le second salue la performance de l'actrice.
Les années 1990 seront une année de transition : en 1991, le tandem se répartit les tâches pour la comédie dramatique Le Père de la mariée. Meyer assure le scénario, et Shyer la réalisation. Ce remake d'un classique de Vincente Minnelli, porté par la star Steve Martin, est un joli succès et une suite sera même produite : Le Père de la mariée 2, qui sort en 1995, et qui ajoute Diane Keaton à la distribution principale.
Entre les deux, le tandem Meyer/Shyer devient reconnu pour retravailler des scénarios à problèmes. Ils participent ainsi au scénario de Once Upon a Crime..., une comédie d'ensemble aux casting quatre étoiles, sortie en 1992.
En 1998, elle accepte d'écrire et réaliser la comédie familiale À nous quatre pour les studios Disney. Menée par une jeune Lindsay Lohan dans le rôle de sœurs jumelles séparées à la naissance, le film est un succès public, malgré des critiques mitigées. C’est après la sortie du film où c’est fut la dernière collaboration du tandem Meyer/Shyer. Ils divorcent en 1999.

#### Années 2000-2010: scénariste-réalisatrice à succès
En 2000, elle parvient à mener un projet plus proche de son domaine de prédilection : la comédie romantique Ce que veulent les femmes raconte la rencontre d'un séduisant publicitaire interprété par un Mel Gibson à contre-emploi et une Helen Hunt révélée par la télévision. Le film connaît un large succès commercial.
En 2003, elle parvient à mener un terme un projet difficile à financer, une comédie romantique menée par deux acteurs jugés trop âgés pour le studio. Mais le septuagénaire Jack Nicholson et la cinquantenaire Diane Keaton font néanmoins de Tout peut arriver un succès critique et commercial.
La scénariste/réalisatrice parvient désormais à attirer des stars : en 2006, elle dirige ainsi Kate Winslet, Cameron Diaz, Jude Law et Jack Black dans la comédie romantique The Holiday. Certains de ces comédiens, peu habitués à ce genre, parviennent à livrer des performances largement appréciées par le grand public à travers le monde.
En 2009, elle peut ainsi renouer avec son cycle de comédies centrée sur des femmes mûres : Pas si simple est mené par Meryl Streep, mais également par Steve Martin et Alec Baldwin. Les acteurs voient leurs interprétations largement saluée par la critique, et c'est un nouveau succès.
Il faut attendre 2015 pour la voir dévoiler un nouveau long-métrage : Le Nouveau Stagiaire l'extirpe surtout de la romance, en racontant l'amitié naissante entre une jeune chef d'entreprise moderne incarnée par Anne Hathaway et un retraité récemment recruté comme stagiaire, joué par Robert De Niro. Le public plébiscite une nouvelle fois le choix de l'auteur, tandis que l'association peu orthodoxe des deux comédiens est saluée. Mais le film obtient néanmoins un succès commercial.

## Filmographie

### Comme scénariste
- 1980 : La Bidasse (Private Benjamin) de Howard Zieff
- 1984 : Protocol
- 1984 : Divorce à Hollywood (Irreconcilable Differences) de Charles Shyer
- 1986 : Jumpin' Jack Flash
- 1987 : Baby Boom de Charles Shyer
- 1991 : Le Père de la mariée (Father of the Bride) de Charles Shyer
- 1992 : Once Upon a Crime... de Eugene Levy
- 1994 : Les Complices (I Love Trouble) de Charles Shyer
- 1995 : Le Père de la mariée 2 (Father of the Bride Part II) de Charles Shyer
- 1998 : À nous quatre (The Parent Trap) de elle-même
- 2003 : Tout peut arriver (Something's Gotta Give) de elle-même
- 2006 : The Holiday de elle-même
- 2009 : Pas si simple (It's Complicated) de elle-même
- 2015 : Le Nouveau Stagiaire (The Intern) de elle-même

### Comme productrice
- 1980 : La Bidasse (Private Benjamin) de Howard Zieff
- 1987 : Baby Boom de Charles Shyer
- 1991 : Le Père de la mariée (Father of the Bride) de Charles Shyer
- 1994 : Les Complices (I Love Trouble) de Charles Shyer
- 1995 : Le Père de la mariée 2 (Father of the Bride Part II) de Charles Shyer
- 2000 : Ce que veulent les femmes (What Women Want) de elle-même
- 2003 : Tout peut arriver (Something's Gotta Give) de elle-même
- 2015 : Le Nouveau Stagiaire (The Intern) de elle-même
- 2017 : Un cœur à prendre (Home Again) de Hallie Meyers-Shyer

### Comme réalisatrice
- 1998 : À nous quatre (The Parent Trap)
- 2000 : Ce que veulent les femmes (What Women Want)
- 2003 : Tout peut arriver (Something's Gotta Give)
- 2006 : The Holiday
- 2009 : Pas si simple (It's Complicated)
- 2015 : Le Nouveau Stagiaire (The Intern)

#### Box-office (comme réalisatrice)
| Films                            | Budget        | Recettes Mondiales |
| -------------------------------- | ------------- | ------------------ |
| À nous quatre (1998)             | 15 500 000 $  | 92 100 000 $       |
| Ce que veulent les femmes (2000) | 70 000 000 $  | 374 111 707 $      |
| Tout peut arriver (2003)         | 80 000 000 $  | 266 728 738 $      |
| The Holiday (2006)               | 85 000 000 $  | 205 100 000 $      |
| Pas si simple (2009)             | 85 000 000 $  | 219 100 000 $      |
| Le Nouveau Stagiaire (2015)      | 35 000 000 $  | 194 600 000 $      |
| Total                            | 370 500 000 $ | 1 351 740 445 $    |